# Дворк, Синтия
Синтия Дворк (англ. Cynthia Dwork; род. 27 июня 1958) — американский теоретический информатик, специалистка в области конфиденциальности. Доктор философии (1983), сотрудница Microsoft и прежде IBM, профессор Гарвардского университета (с 2017), член Национальных Академии наук (2014) и Инженерной академии (2008) США, а также Американского философского общества (2016).

## Биография
Окончила с отличием Принстонский университет (бакалавр по электроинженерии и информатике, 1979), где тогда же стала первой женщиной, отмеченной Charles Ira Young Award for Excellence in Independent Research. В Корнеллском университете получила степени магистра (1981) и доктора философии (1983) по информатике (Computer Science). В 1983—1985 гг. постдок в лаборатории информатики MIT. С 1985 по 2000 год сотрудница IBM Almaden Research Center. В 2000—2001 гг. работала в Compaq Systems Research Center. C 2001 года — в Microsoft Research, ныне заслуженный (Distinguished) учёный. С 2017 года профессор Гарвардского университета.
Фелло Американской академии искусств и наук (2008) и Ассоциации вычислительной техники (2015).
Автор более ста рецензированных работ, имеет два десятка патентов.
Получила третий чёрный пояс по тхэквондо.

### Награды и отличия
- Премия Дейкстры (2007)
- PET Award for Outstanding Research in Privacy Enhancing Technologies (2009)
- Theory of Cryptography Conference Test of Time Award (2016)
- Премия Гёделя (2017)
- Гиббсовская лекция Американского математического общества (2018)
- Премия Кнута (2020)[7]
- Премия Канеллакиса (2021)[8]
- Национальная научная медаль США (2025)[9]